# Mutacja heterochroniczna
Mutacja heterochroniczna – mutacja w obrębie genu kontrolującego rozwój zarodkowy powodująca, że pewne grupy komórek zachowują się w sposób typowy dla innego stadium rozwojowego danego organizmu. Można się tutaj dopatrzyć pewnej analogii z mutacją homeotyczną; jednakże w przypadku mutacji homeotycznej mamy do czynienia ze zmianą wartości pozycyjnej komórki natomiast w przypadku mutacji heterochronicznej dochodzi do zaburzenia czegoś co można by nazwać "wartością czasową" komórki w odniesieniu do procesów programu rozwojowego w który zaangażowana jest komórka bądź ich grupa. 
Dosyć dobrze zbadane są tego typu mutanty u nicienia Caenorhabditis elegans będącego jednym z organizmów modelowych w biologii rozwoju. Zazwyczaj geny, których zmiany objawiają się w taki sposób, kodują białka wpływające na zachowanie się komórek podczas ontogenezy.